# Uniwersytet Complutense w Madrycie
Uniwersytet Madrycki (hiszp. Universidad Complutense de Madrid, UCM) – hiszpańska uczelnia z siedzibą w Madrycie. 

## Charakterystyka
Jedna z najstarszych uczelni na świecie. 
Jej główny kampus zlokalizowany jest w Ciudad Universitaria, gdzie znajduje się też stacja metra o tej samej nazwie. Pozostałe budynki znajdują się w Somosaguas. 
Dawna nazwa uniwersytetu to „La Universidad Central”. W 1970 r. La Universidad Central podzieliła się na Complutense oraz Politechnikę Madrycką.